# Stuor Räitavagge

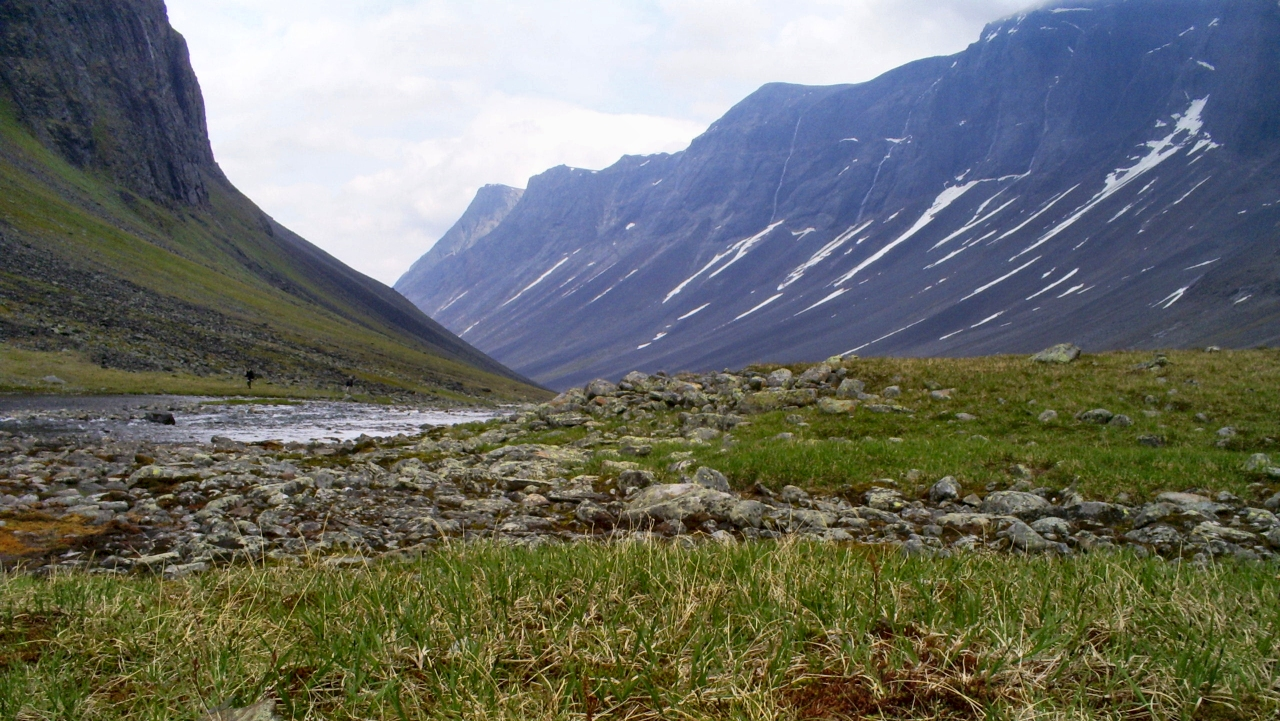
Stuor Räitavagge med omgivningar sedd från Nallostugorna.

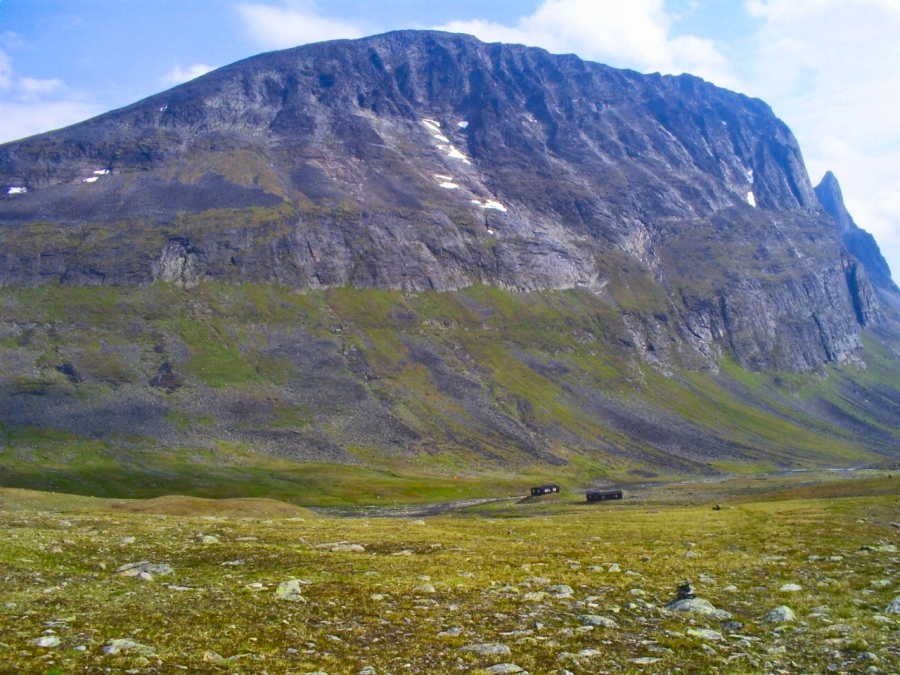
Nallostugan vid foten av Nallo

Stuor Räitavagge (nordsamiska Stuor Reaiddavággi) är en tvärdal i Kebnekaiseområdet i  Kiruna kommun. Dalen sträcker sig från Vistasvagge i öster till Tjäktjavagge i väster och är relativt bred och lättvandrad, men har ingen markerad vandringsled. Mitt i dalen ligger den karaktäristiska fjälltoppen Nallo.

## Nallostugan
Svenska turistföreningen har en fjällstuga i Stuor Räitavagge vid foten av Nallo (68°01′01″N 18°23′37″Ö / 68.016891°N 18.393688°Ö)